# Brancepeth Castle

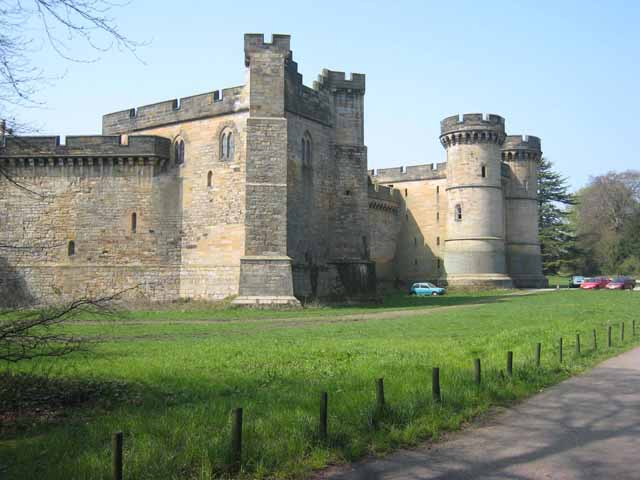
Brancepeth Castle von Osten mit den beiden Tortürmen aus dem 19. Jahrhundert (rechts) sowie der älteren Kapelle und den Kurtinen (Mitte und links)

Brancepeth Castle ist eine Burg im Dorf Brancepeth in der englischen Grafschaft Durham, etwa 8 km südwestlich der Stadt Durham. English Heritage hat sie als historisches Gebäude I. Grades gelistet.

## Geschichte
An diesem Standort gab e seine Reihe verschiedener Gebäude. Das erste war eine normannische Burg, die von der Familie Bulmer errichtet und Ende des 14. Jahrhunderts von der Familie Neville erneuert wurde. Viele Jahre lang besaß die Familie Neville diese Burg, bevor sie 1569 von der Krone nach der Verwicklung der Familie in die Erhebung des Nordens konfisziert wurde.

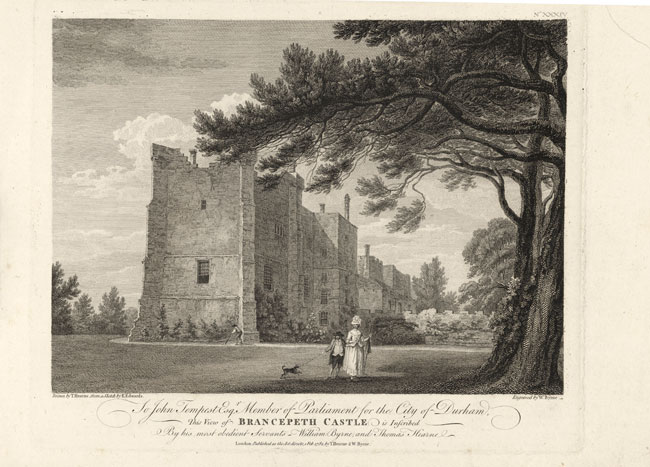
Brancepeth Castle 1782, vor der Erweiterung im 19. Jahrhundert

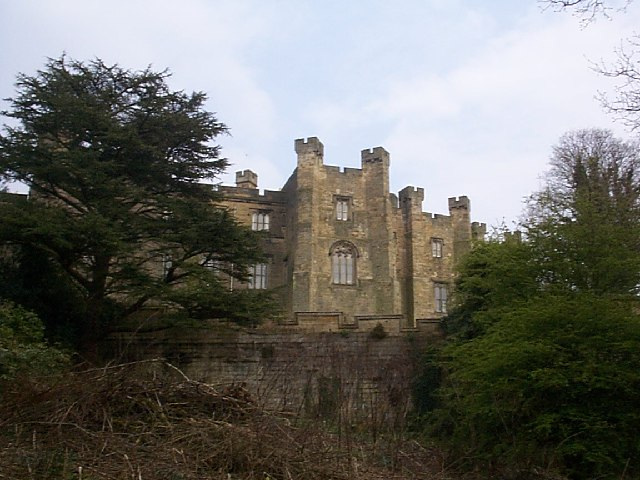
Westfassade der Burg. Der Anbau aus dem 19. Jahrhundert ist unter dem linken Türmchen zu sehen.

Seit dieser Zeit gab es eine Reihe weiterer Besitzer. Anfang des 17. Jahrhunderts wurde das Grundstück von der Krone Robert Carr verliehen aber nach dessen Verwicklung in einen Giftskandal wieder konfisziert. Im Jahre 1636 verkauften drei Männer, die die Burg 1633 von den königlichen Kommissaren gekauft hatten, sie an Ralph Cole aus Newcastle-upon-Tyne weiter. Dessen Enkel, Sir Ralph Cole (Parlamentsmitglied) verkaufte das Anwesen am 9. April 1701 an Sir Henry Belaysyse, dessen Tochter mit Bobby Shafto liiert war, und von dem behauptet wird, dass er zu dem berühmten Lied Bobby Shafto's Gone to Sea inspiriert hatte. 1796 wurde die Burg von der Familie Russell erworben.
Das heutige Gebäude ist größtenteils eine Rekonstruktion aus dem 19. Jahrhundert, die John Matthew Russell in den 1820er-Jahren durchführen ließ und die Mitte des 19. Jahrhunderts vom Architekten Anthony Salvin für William Russell (1841 High Sheriff of Durham)  verbessert wurde. Im Ersten Weltkrieg diente die Burg als Genesendenlazarett für das Krankenhaus von Newcastle-upon-Tyne. 1939 wurde Brancepeth Castle zum Regimentshauptquartier der Durham Light Infantry, die im Zweiten Weltkrieg ein Militärlager mit über 100 Hütten im Süden des Dorfes aufbauten. Die Durham Light Infantry verließ die Burg 1962.
Die Burg ist heute in Privatbesitz der Familie Dobson. Margaret Dobson, Gattin des Verlegers Dennis Dobson, kaufte sie 1978.

## Veranstaltungen
Unter den derzeitigen Besitzern gibt es zweimal im Jahr eine Handwerksmesse und zweimal im Jahr Shakespeare-Aufführungen im Freien.